# Pic de Montmalús
Le pic de Montmalús est un sommet situé dans les Pyrénées andorranes qui culmine à 2 781 m,. Administrativement, il se trouve sur le territoire de la paroisse d'Encamp.

## Toponymie
Pic a le même sens en catalan qu'en français et désigne un sommet pointu par opposition aux tossa et bony fréquemment retrouvés dans la toponymie andorrane et qui correspondent à des sommets plus « arrondis ». 
Le pic de Montmalús tire son nom du hameau éponyme de la municipalité de Ger en Cerdagne,,. Pour Joan Coromines, le lien entre les deux toponymes est en effet inévitable d'un point de vue géographique puisque le pic est visible depuis le hameau et réciproquement.
L'origine du toponyme demeure toutefois incertaine. Dans son Onomasticon Cataloniae, Coromines tente néanmoins de l'expliquer en se basant sur les formes écrites anciennes (Momoluze, Mumuluz, Mumulucz, Mamulucz, Momolucz) retrouvées essentiellement au cours du XIIe siècle et du XIIIe siècle. 
Chacune de ces formes commence par Mam-, Mom- ou Mum-. Le Mont de Montmalús ne semble ainsi pas dériver de Mont- ou Munt- (pourtant fréquemment présent en toponymie catalane pour désigner des châteaux ou des collines, à l'instar de Mont dans la toponymie française[réf. nécessaire]). Coromines remarque également que ces formes sont très similaires aux formes anciennes (Mamagastre et Mamacastro) du toponyme Montmagastre, situé dans la Noguera, qu'il avait précédemment fait dériver du latin mamma (« mamelle ») et de castrum (« château »). Il rappelle que mamma peut être utilisé comme oronyme pour décrire un relief de forme conique (comme une mamelle). Le relief conique pourrait dans ce cas désigner tant le pic de Montmalús que les collines surplombant le hameau éponyme.
Coromines note également les terminaisons communes en -uç, avec toutefois des variantes orthographiques. Il y voit ici (comme dans la toponyme voisin Llus) un dérivé pré-roman bascoïde de la racine alu-tze (« matrice » au sens de « source ») faisant allusion aux cours d'eau naissant à proximité du pic de Montmalús : d'une part l'estany de Montmalús appartenant au bassin hydrographique du Sègre mais également les cours d'eau alimentant un peu plus loin le riu Madriu (toponyme également basé sur la racine latine pour « matrice »).

## Géographie

### Topographie
Le pic de Montmalús surplombe l'estany de Montmalús et le refuge du même nom. Sa hauteur de culminance est de 76 m. Il est l'un des cinq pics principaux constituant le cirque des Pessons, aux côtés du pic des Pessons (2 857 m), du pic Alt del Cubil (2 833 m), du pic Baix del Cubil (2 705 m) et du pic de l'Àliga (2 820 m).

### Géologie
Le pic de Montmalús est situé sur la chaîne axiale primaire des Pyrénées. Il est formé de granite et se trouve, comme tout le Sud-Est de l'Andorre, sur le batholite granitique de Mont-Louis-Andorre qui s'étend jusqu'en Espagne et couvre une surface de 600 km2.